# 波門杜爾鐵鈷合金

波門杜爾鐵鈷合金棒

波門杜爾鐵鈷合金（Permendur）是鐵鈷的軟磁合金，其中鐵和鈷的比例相同，1920年在美國發明。其俄語名稱為пермендюр (49К2ФА)。
標準的波門杜爾鐵鈷合金稱為Fe-Co 50/50或50Fe-50Co，其中最多會含有1%的碳。但1932年有一種已註冊的合金，稱為Vanadium Permendur及Permendur 2V，最近由Goodfellow公司提供，名稱為Permendur 49 （其成份都是49Fe-49Co-2V），含有2%的釩以提昇機械性質及加工性。Carpenter科技有生產類似的合金，稱為Supermendur及V-Permendur，最近更名為Hiperco 50，最新的成份中，鐵、鈷、釩的比例不變，但加入了痕量的鈮、矽及錳以提昇可鍛性及冷加工的可加工性。Vacuumschmelze生產了48%...50% 鈷合金，名稱為VACOFLUX及VACODUR。
50Fe-50Co及49Fe-49Co-2V有高磁導率、磁損失小的特性，在商用的軟磁合金中，其在磁飽和點有最大的磁通密度高（若感應飽和，約23000-24000高斯）。其磁轉態溫度為980 °С。